# Sainte-Mère-Église
Sainte-Mère-Église – miejscowość i gmina we Francji, w regionie Normandia, w departamencie Manche. W 2013 roku populacja gminy wynosiła 1658 mieszkańców.
1 stycznia 2016 roku połączono 5 wcześniejszych gmin: Beuzeville-au-Plain, Chef-du-Pont, Écoquenéauville, Foucarville oraz Sainte-Mère-Église. Siedzibą gminy została miejscowość Sainte-Mère-Église, a nowa gmina przyjęła jej nazwę. Dnia 1 stycznia 2019 roku nastąpiły kolejne zmiany administracyjne. Do Sainte-Mère-Église włączono ówczesne gminy Carquebut oraz Ravenoville. Siedzibą gminy pozostała miejscowość Sainte-Mère-Église.
Podczas II wojny światowej dnia 6 czerwca 1944 roku miasto Sainte-Mère-Église jako pierwsze zostało zajęte przez zrzuconych na spadochronach żołnierzy 82 Dywizji Powietrznodesantowej Armii Stanów Zjednoczonych.